# Gonzalo García
Gonzalo García Torres (* 24. března 2004) je španělský fotbalista, který hraje jako útočník za Real Madrid

## Reprezentační kariéra
García je mládežnickým reprezentantem Španělska. Hrál za reprezentaci U18 a U19. Španělsko U19 reprezentoval na Mistrovství Evropy hráčů do 19 let 2023. 

## Úspěchy

### Klubové
Real Madrid
- La Liga: 2023/24
- Liga mistrů UEFA: 2023/24
- Interkontinentální pohár FIFA: 2024